# Lübbecke
Lübbecke is een stad en gemeente in de Duitse deelstaat Noordrijn-Westfalen, gelegen in de Kreis Minden-Lübbecke. De gemeente telt 25.573 inwoners (31 december 2020) op een oppervlakte van 65,05 km².

## Stadsdelen

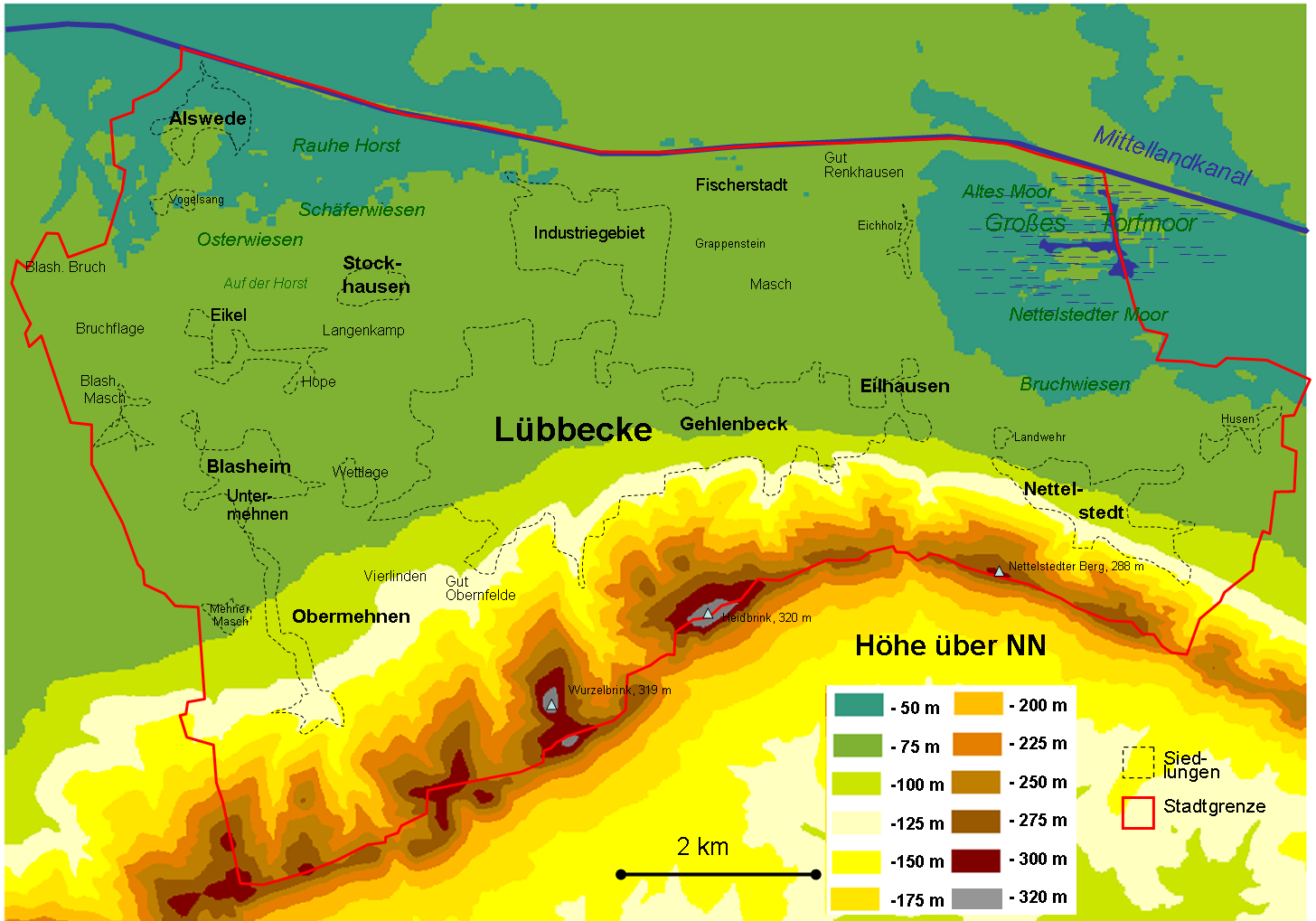
Kaart van de gemeente
Stadsdelen

De gemeente bestaat uit de volgende 8 stadsdelen. Tussen haakjes vermeld het aantal inwoners per 30 september 2019:
- Alswede (1.029)
- Blasheim (1.427)
- Eilhausen (709)
- Gehlenbeck (3.267)
- "Kernstad" Lübbecke (15.418)
- Nettelstedt (2.487)
- Obermehnen (1.254)
- Stockhausen (709)

Totaal aantal inwoners gehele gemeente per 30 september 2019: 26.300.

### Landschap
De gemeente ligt in een landschappelijk opvallend gebied. 
In het zuiden, bij de stad Lübbecke zelf, strekt zich de  beboste kam van het Wiehengebergte uit. Binnen de gemeente liggen onder andere de heuveltoppen Heidbrink (320 meter boven de zeespiegel) en Wurzelbrink (319 m).
In noordelijke richting daalt het terrein steil tot circa 50 m boven de zeespiegel en gaat over in de Noord-Duitse Laagvlakte. In het noordoosten van de gemeente is een hoogveenreservaat, dat Großes Torfmoor heet.
Bijna alle dorpen binnen de gemeente zijn van oorsprong boerendorpen in dit vlakke gebied.

### Situering
Lübbecke ligt ongeveer 15 km ten noorden van Löhne, waar ook de dichtstbijzijnde aansluiting op een Autobahn is, namelijk de A30, die westelijk naar Osnabrück en Amsterdam leidt en oostelijk naar Bad Oeynhausen, Hannover en Berlijn.
In noordelijke richting ligt Espelkamp (afstand tot het centrum van Lübbecke: 9 km), en Rahden (15 km).
De noordgrens van de gemeente wordt gevormd door het Mittellandkanaal.

### Verbindingen
- Auto: 15 km zuidwaarts over de Bundesstraße 239 naar Löhne, dan naar afrit 29 van de A30; over de Bundesstraße 65 bereikt men Preußisch Oldendorf (10 km westwaarts) of Minden (25 km oostwaarts).
- Trein: de stad heeft een station aan het spoorlijntje Rahden - Bünde. Zie: Spoorlijn Bünde - Bassum.
- Bus: de stad heeft een net van stads- en streekbussen.
- Schip: de stad heeft aan het Mittellandkanaal een binnenhaven, waar de binnenscheepvaart  vooral bulkgoederen laadt en lost. Dicht bij deze haven voor vrachtschepen is ook een jachthaven aanwezig.
- Fiets: de stad ligt aan twee langeafstandsfietsroutes; de gemeente streeft naar bevordering van het fietsverkeer door verkeersmaatregelen, vergelijkbaar met die in andere steden in de omgeving.

## Economie
De stad heeft, naast agrarische bedrijven in het noordelijk deel van de gemeente, en daarnaast enige haven- en bedrijventerreinen (met distributiebedrijven en ander midden- en kleinbedrijf), een aantal tamelijk grote ondernemingen binnen haar grenzen.
In de eerste plaats  is daar de Gauselmann-Gruppe, een bedrijf, dat het merk Merkur (speelautomaten) voert, en tevens kansspelen en (deels digitale) weddenschappen op sportevenementen organiseert. Dit is de grootste werkgever van de stad.
Vermeldenswaard is daarnaast een fabriek, die speciale machines bouwt voor de meubel- en andere houtverwerkende industrie. De stad heeft verder een groot abattoir en een eigen bierbrouwerij.
Binnen de dienstensector valt op, dat Lübbecke voor een stad van deze bescheiden omvang een groot ziekenhuis bezit.

## Geschiedenis
Reeds in de Jonge Steentijd en de IJzertijd verbleven van tijd tot tijd mensen op het gebied van de huidige gemeente.
In de Annales regni Francorum wordt de plaats in het jaar 775 als hlidbek voor het eerst vermeld. Saksen van de stam der Angrivariërs hadden hier ten tijde van Karel de Grote hun woonplaats. Hun eerste parochiekerkje, de St. Andreas, behoorde tot de eerste die in het nieuwe Bisdom Minden geïntegreerd werden. Vanaf de 13e eeuw hadden de bisschoppen van Minden ook de wereldlijke macht over de plaats. In 1274 verleende de bisschop van Minden aan Lübbecke stadsrechten. Van 1295 tot 1810 was de St. Andreas een kapittelkerk. De bisschop had extra grip op de stad, doordat ridders in zijn naam in Lübbecke als Burgmannen in Burgmannshöfe (het stadje had er maar liefst twaalf) de verdediging leidden en ook de meerderheid in het stadsbestuur hadden.
Vanaf 1550 werden na de Reformatie de meeste inwoners van Lübbecke protestants. Nog altijd zijn de meeste christenen in de gemeente evangelisch-luthers.
Het stadje deelde in de geschiedenis verder de lotgevallen van het Vorstendom Minden.
Na 1830 werden de stadswallen ontmanteld en in een wandelpromenade veranderd.
Op het platteland in de omgeving heerste eeuwenlang, tot het eind van de 19e eeuw, grote armoede. Velen trokken jaarlijks als hannekemaaier voor enige maanden naar onder andere Nederland om daar als maaier te werken. Van plm. 1760-1830 was er enige vlasteelt en linnenproductie als huisnijverheid; daarna was er enige decennia lang tabaksproductie.
In 1899 kreeg Lübbecke aansluiting op het spoorwegnet en in 1915 kreeg het een binnenhaven na de openstelling van het Mittellandkanaal.
Hoewel in de nazi-tijd een zogenaamde Gauführerschule (nazi-opleidingsinstituut voor uiteenlopende doeleinden) en in 1944 tijdelijk een groot militair Duits kamp was gevestigd, bleef de schade door de Tweede Wereldoorlog beperkt. In april 1945 werd Lübbecke door Britse troepen bezet. Die bleven er gelegerd tot circa 1982. Van 1958 tot 1982 was Lübbecke zetel van het hoofdkwartier  van de 2e Britse pantserdivisie. De verhouding tussen de inwoners van de stad en deze militairen was zo goed, dat na hun vertrek het zogenaamde Sleutelmonument (zie afbeelding hieronder) werd opgericht.
Daarna volgde een periode van voorspoed. De industrie (na 1990 vooral de machinefabricage) en nijverheid groeiden uit tot het huidige niveau.

## Bezienswaardigheden
- Het stadsmuseum Burgmannshof aan de Markt is een streekmuseum met onder andere archeologische vondsten, herinneringen aan oude ambachten en klederdrachten, enz.

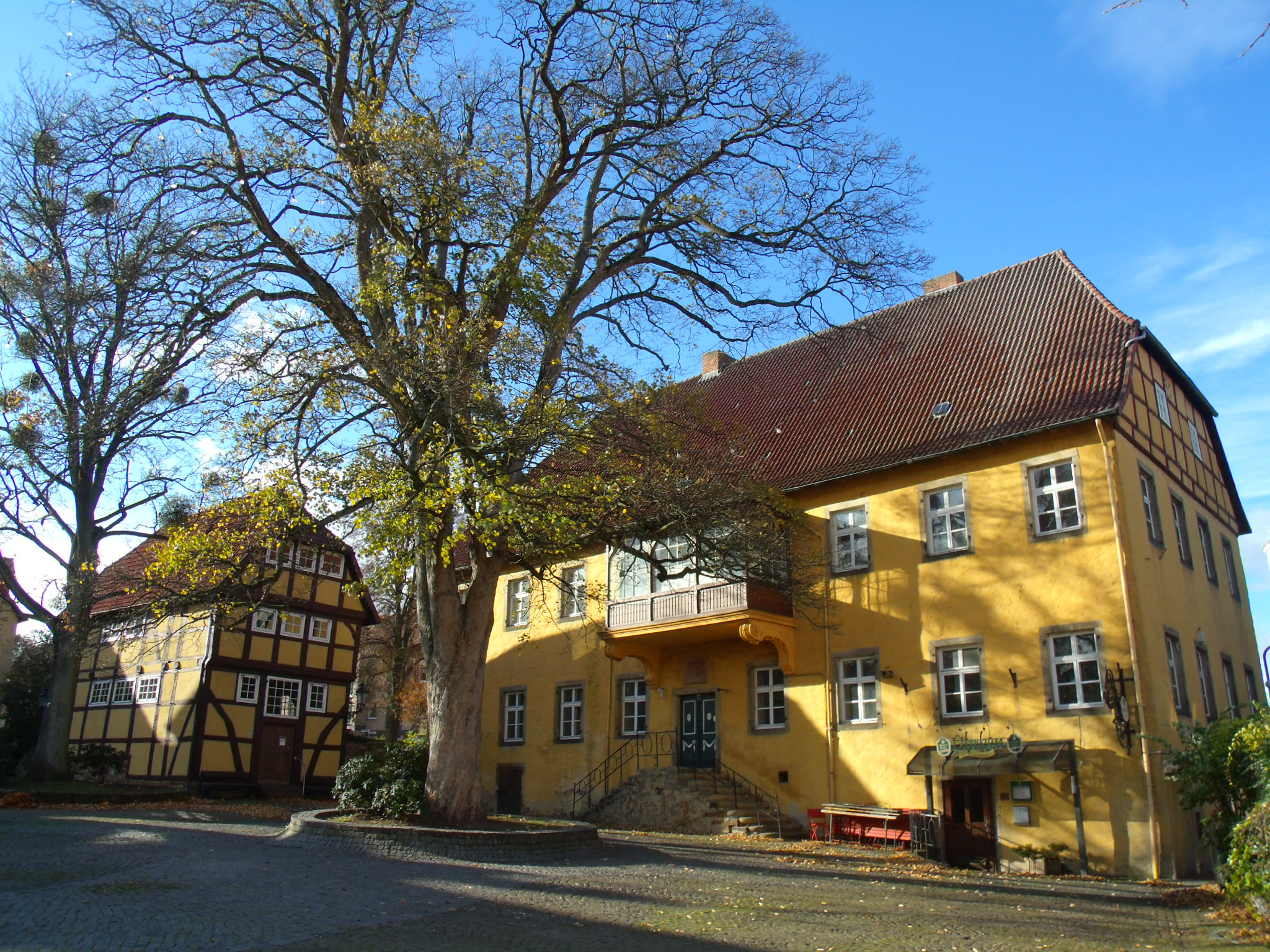
Burgmannshof am Markt

- Het Wiehengebergte aan de zuidrand van de gemeente is een wandelgebied
- Verspreid door de gemeente staan enige dorpskerken, twee "Hollandse" windmolens en een oude watermolen, (waarlangs door de deelstaat Noordrijn-Westfalen een toeristische molenroute is uitgezet) en vakwerkboerderijen. Zie ook onderstaande afbeeldingen.
- Kasteel Gut Stockhausen (ortsteil Stockhausen), van binnen niet te bezichtigen, omdat het bewoond wordt; de directe omgeving ervan is schilderachtig.
- Het uit plm. 1900 daterende wandelpark bij Gut Renkhausen

## Sport en recreatie
- Lübbecke is gelegen aan de Europese wandelroute E11, die loopt van Den Haag naar het oosten, op dit moment tot de grens Polen/Litouwen. Ter plaatse is de E11 bekend als Wittekindsweg.
- In de stad (voorheen in het tot de gemeente behorende dorp Nettelstedt) is de bekende  mannenhandbalclub TuS Nettelstedt-Lübbecke gevestigd. De ploeg speelt zijn thuiswedstrijden in de Merkur-Arena (bij handbalwedstrijden ruim 3.000 zitplaatsen). Deze sporthal wordt gesponsord door de Gauselmann-Gruppe, een in Lübbecke zetelend bedrijf, dat een merk Merkur (speelautomaten) voert.
- In de stad en omliggende dorpen vinden jaarlijks enige traditionele muziek- en andere volksfeesten plaats. Het verreweg bekendste en drukst bezochte hiervan, het Bierbrunnenfest, vindt sinds 1954 jaarlijks in augustus plaats. Bij dit feest welt er uit de Bierbrunnen, een fontein op de Markt, gedurende enige tijd uit de brouwerij van de stad afkomstig bier in plaats van water op.

## Bekende personen in relatie tot de gemeente

### Geboren
- Jens Förster (* 1965 in Lübbecke), sociaal psycholoog, was van 2007-2014 directeur van het Kurt Lewin Institute van de Universiteit van Amsterdam
- Harald Nickel (1953-2019), profvoetballer, was jarenlang jeugdspeler in Lübbecke
- Mia Lakenmacher (2002), handbalster

### Overig
- Otto Piene (1928-2014), kunstenaar, bracht in Lübbecke zijn jeugd door

## Afbeeldingen

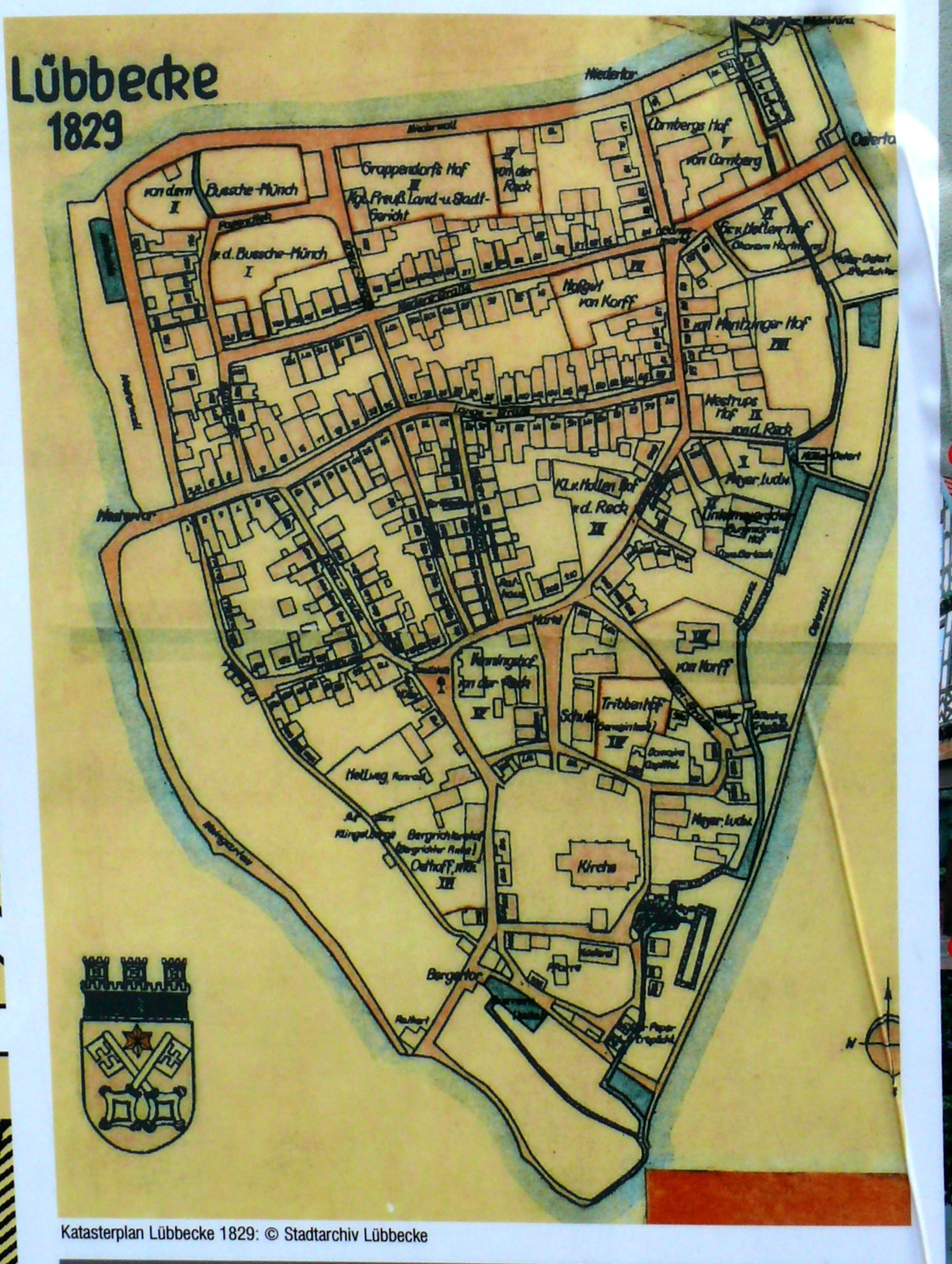
Kaart van Lübbecke anno 1829
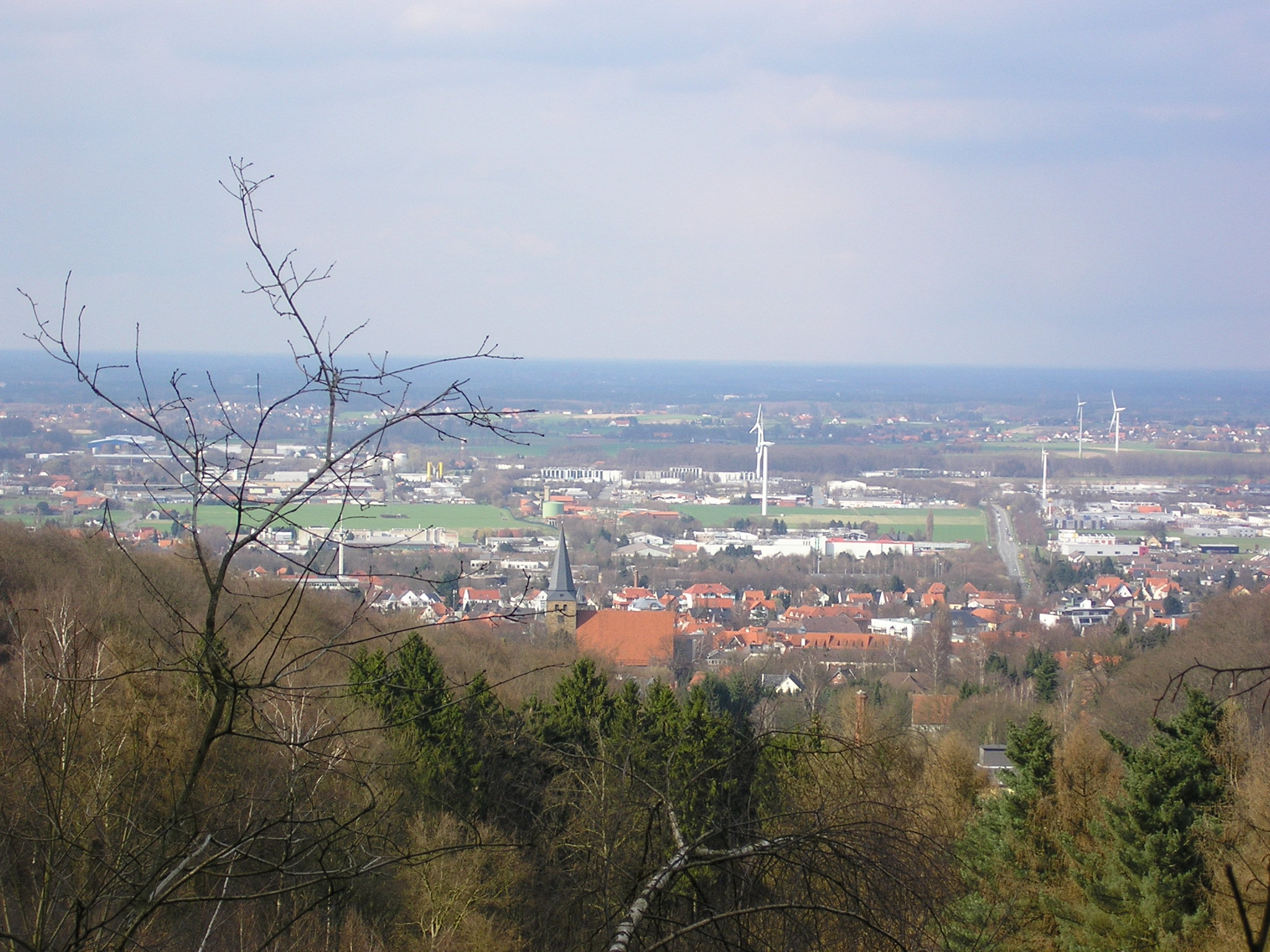
Gezicht op Lübbecke
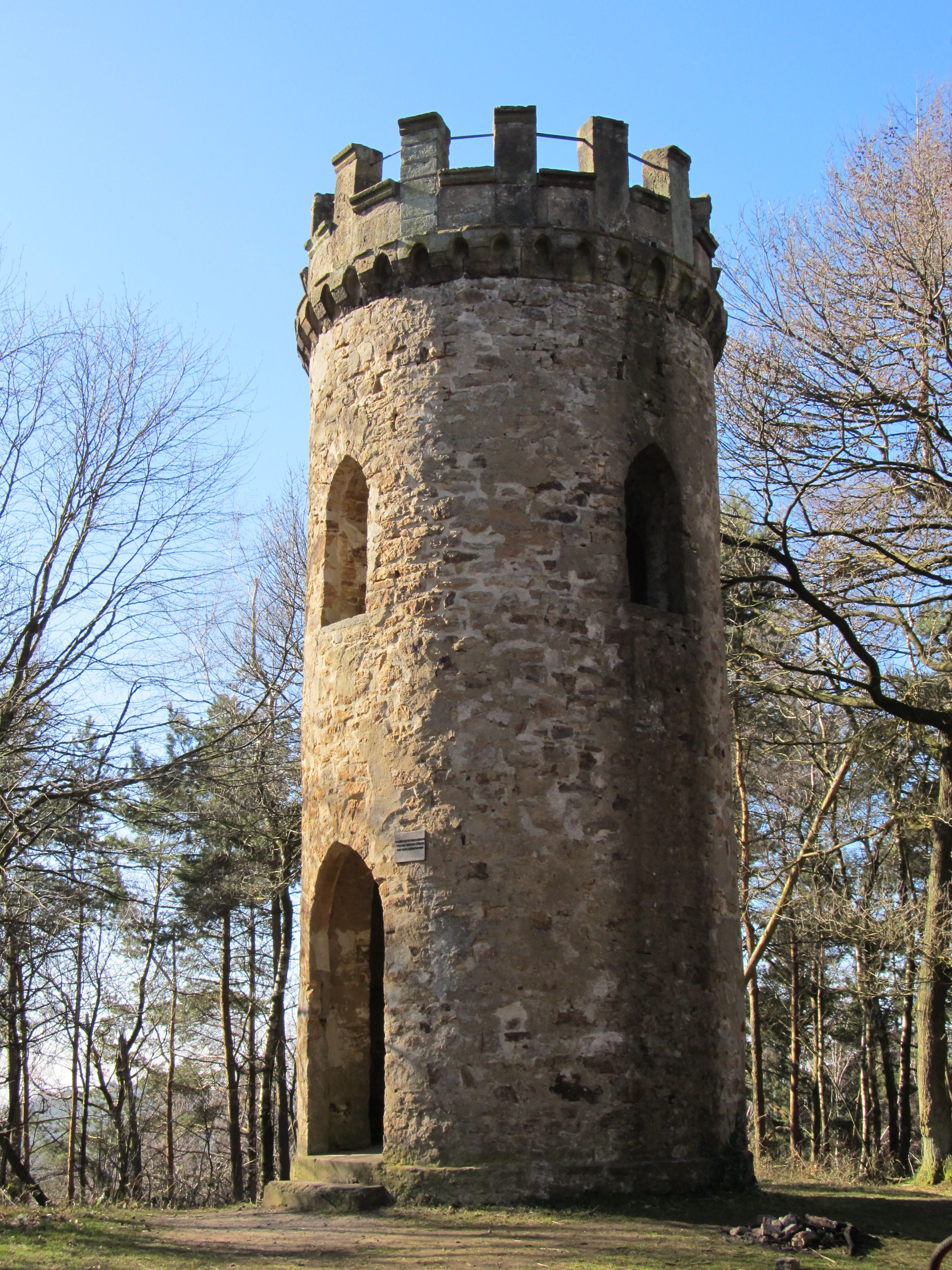
Oude wachttoren op de 319 m hoge heuvel Wurzelbrink
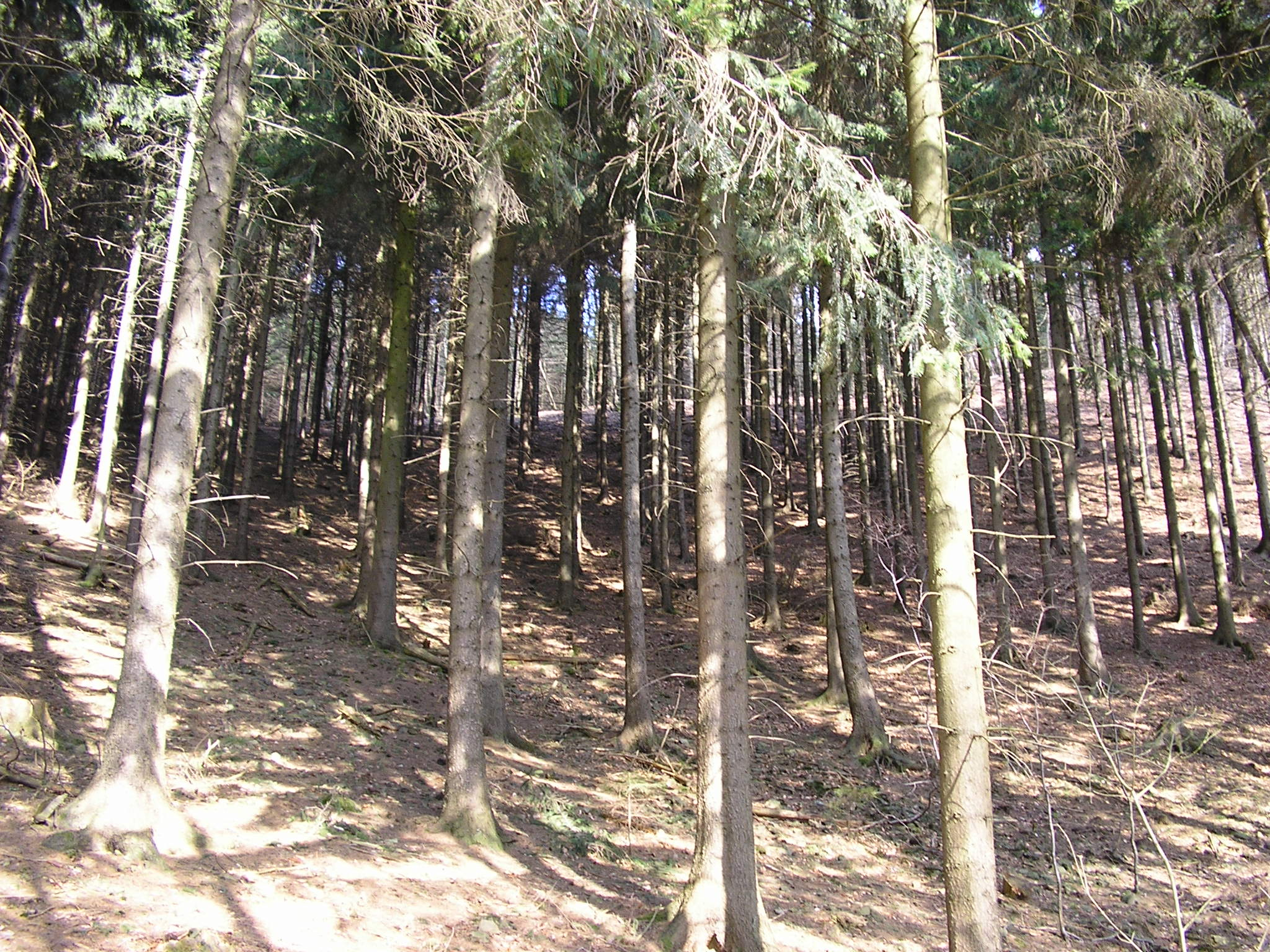
Het Lübbecker Wiehengebirge, westhelling Wurzelbrink
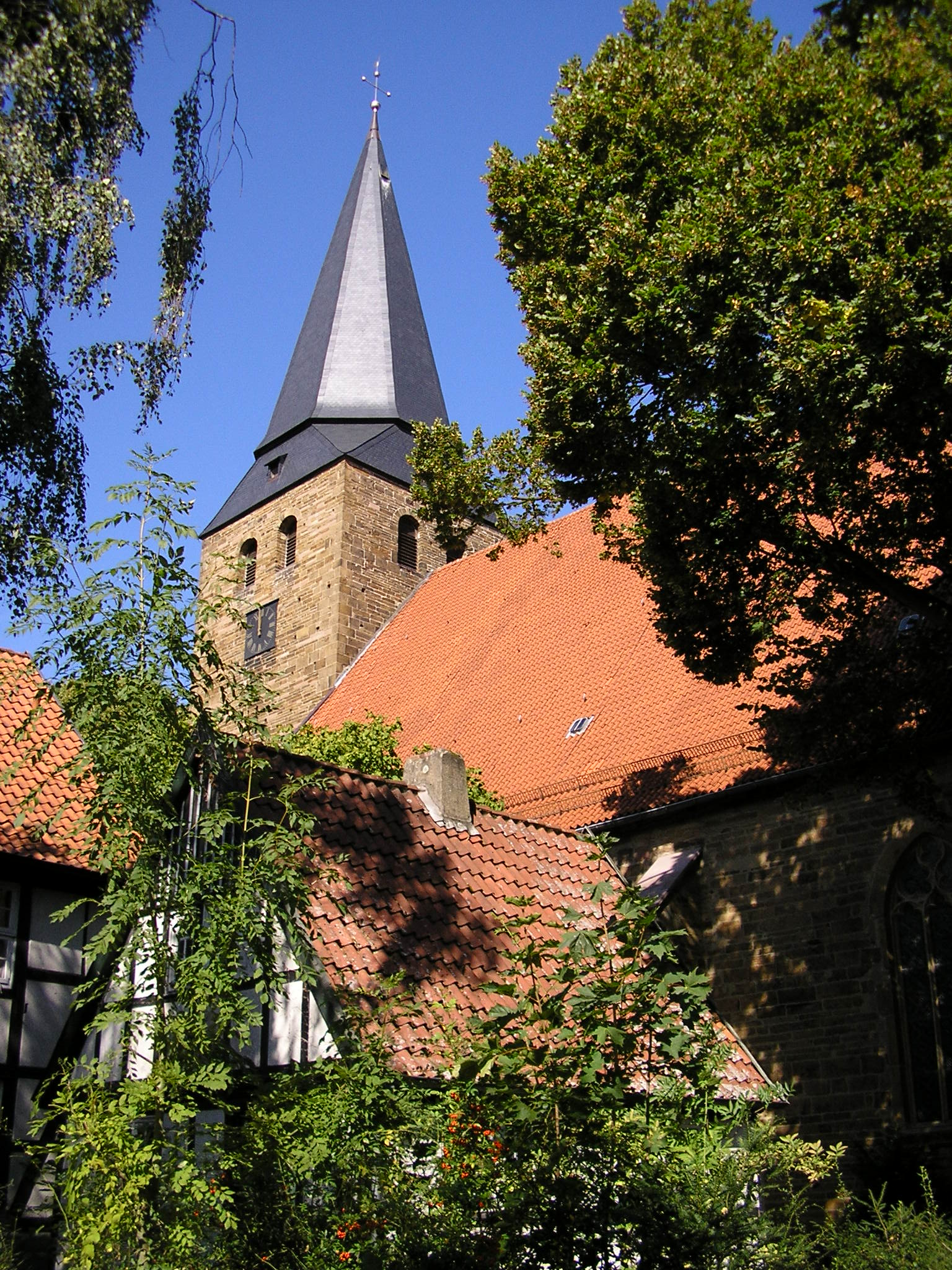
De lutherse St.-Andreaskerk in Lübbecke
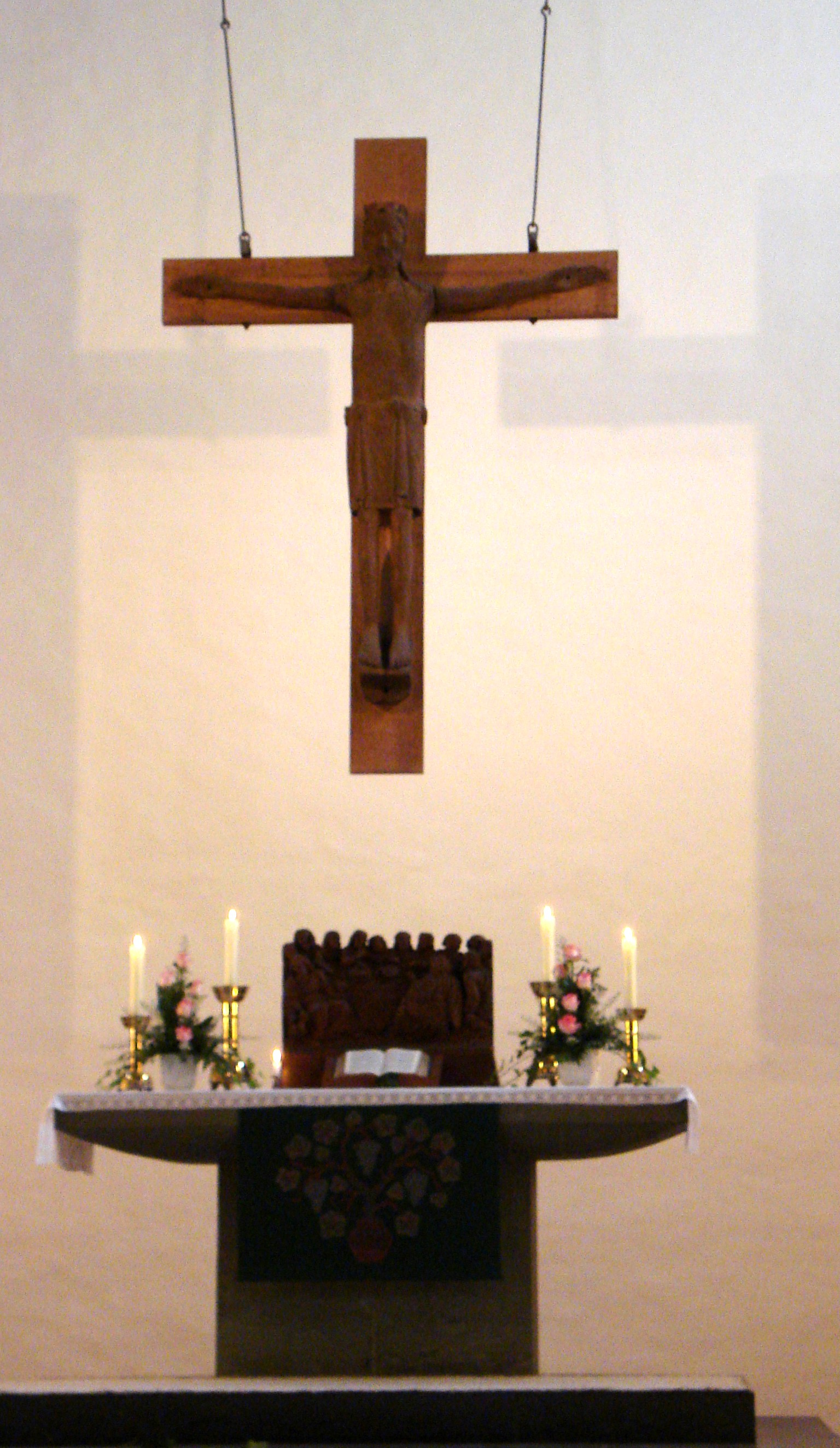
H. Avondmaal-altaar en crucifix in de St.-Andreaskerk
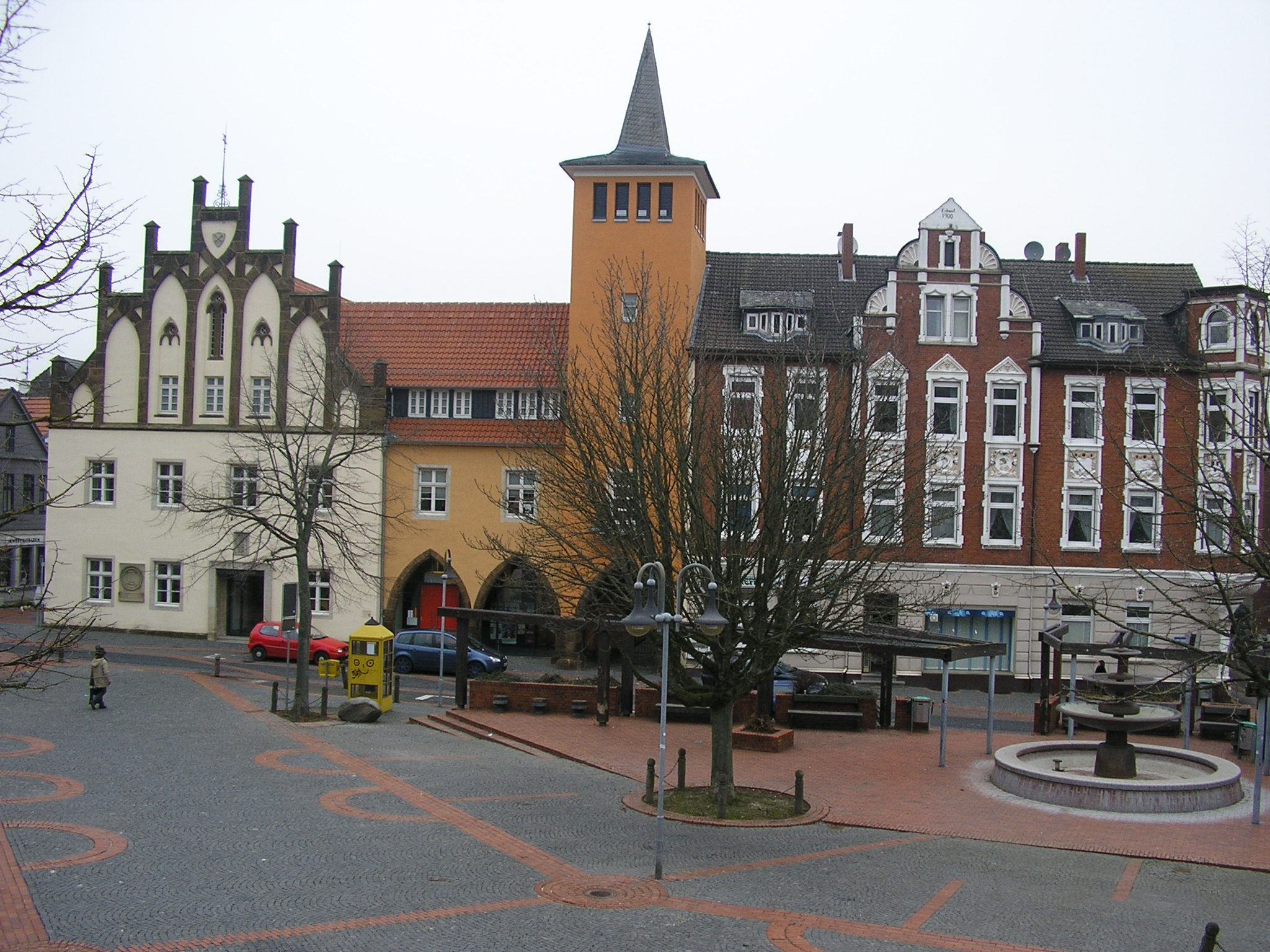
Markt met links het oude raadhuis en rechts de "bierfontein"
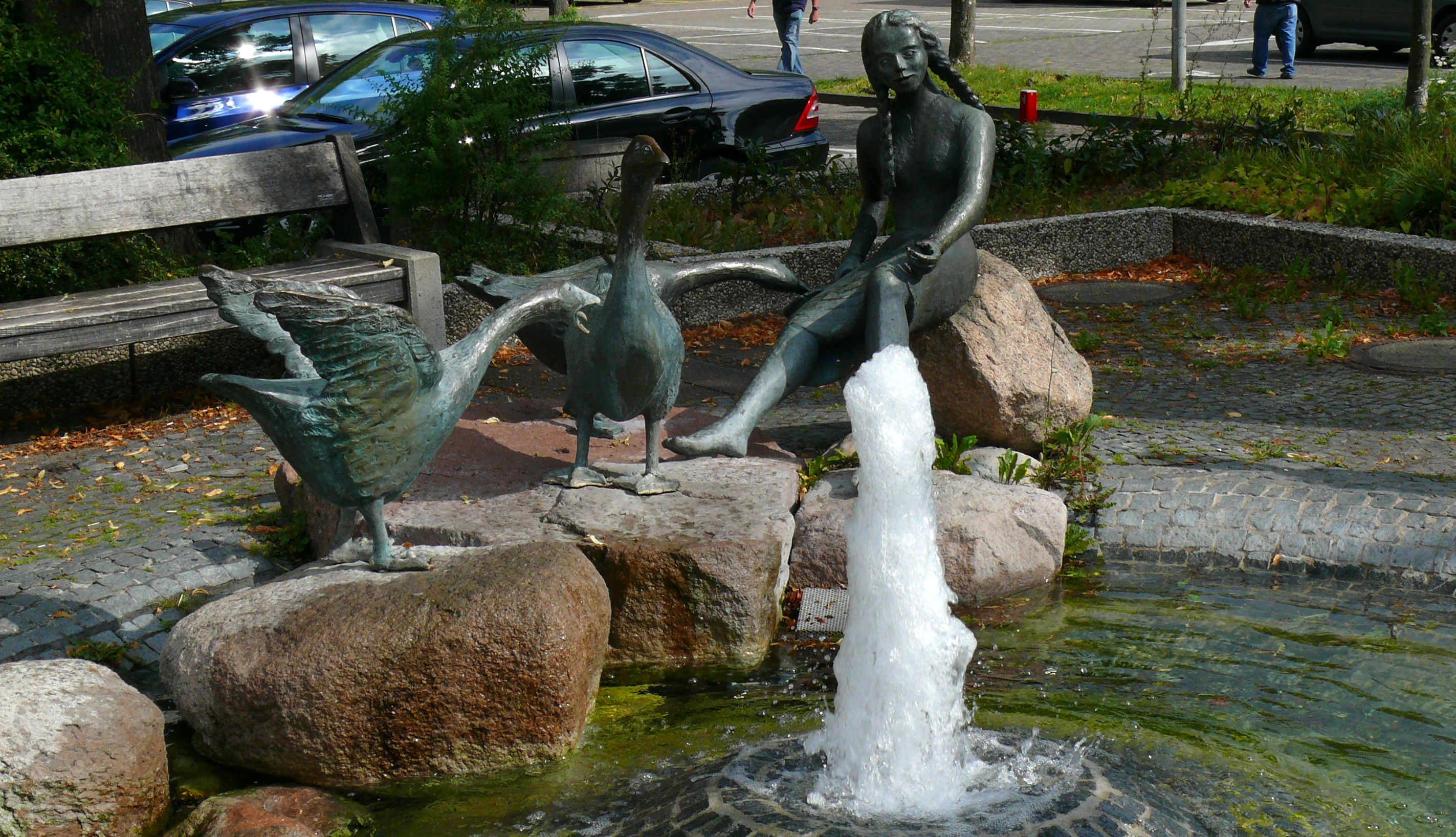
Beeldje Gänseliesel op de  Ganzenmarkt
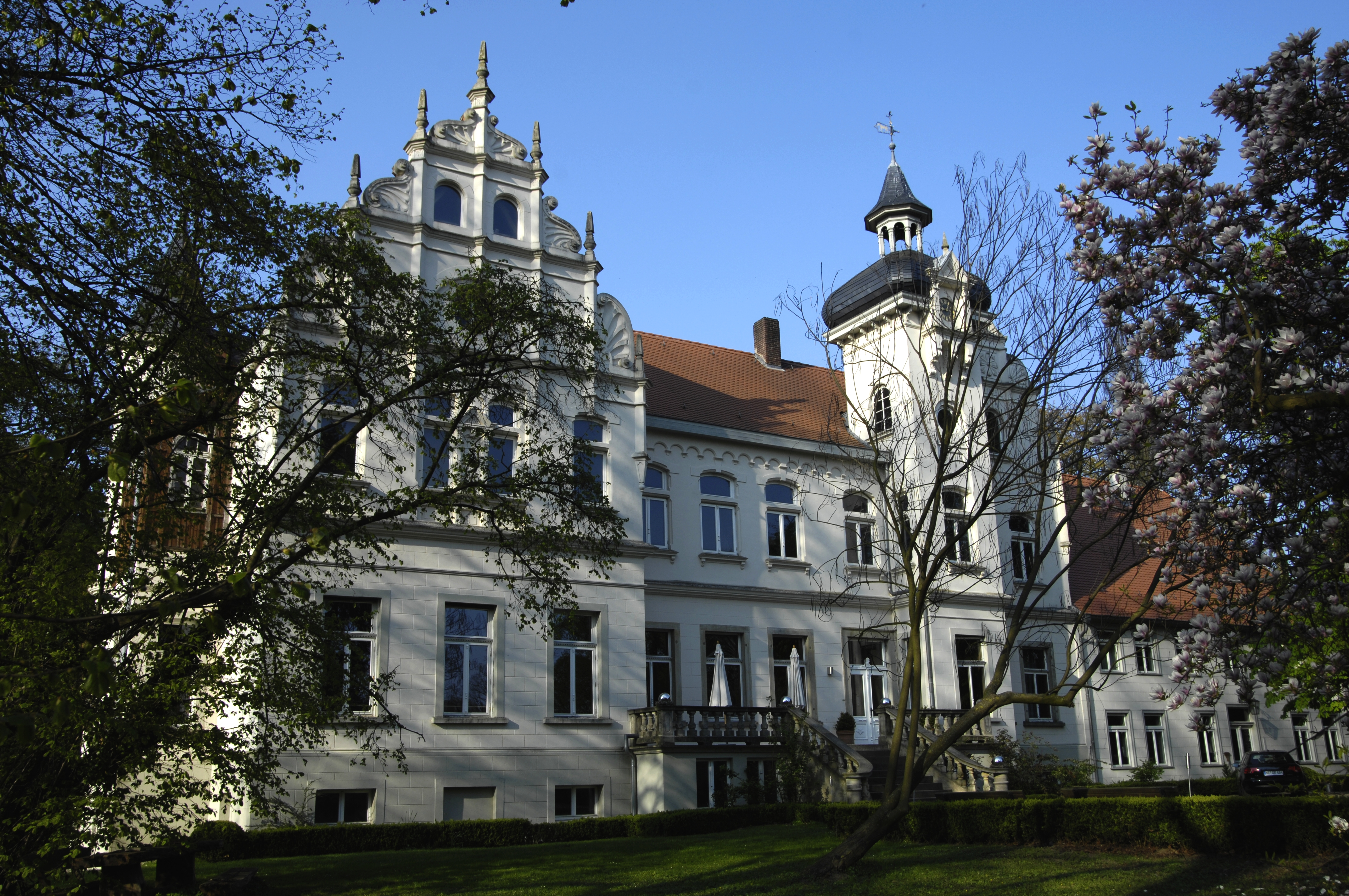
Gut Renkhausen
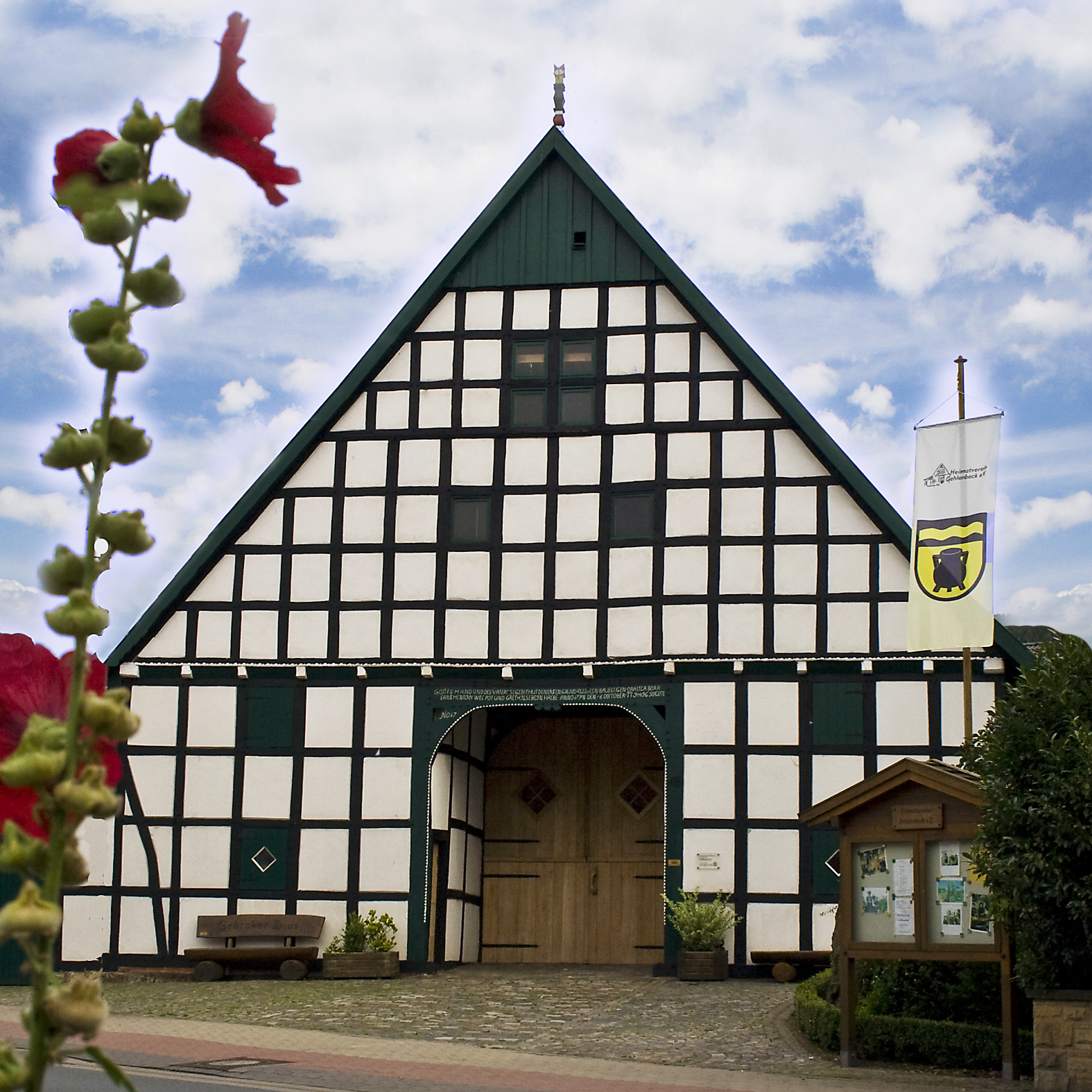
Gehrmker Hius, dorpshuis en -museum te Gehlenbeck
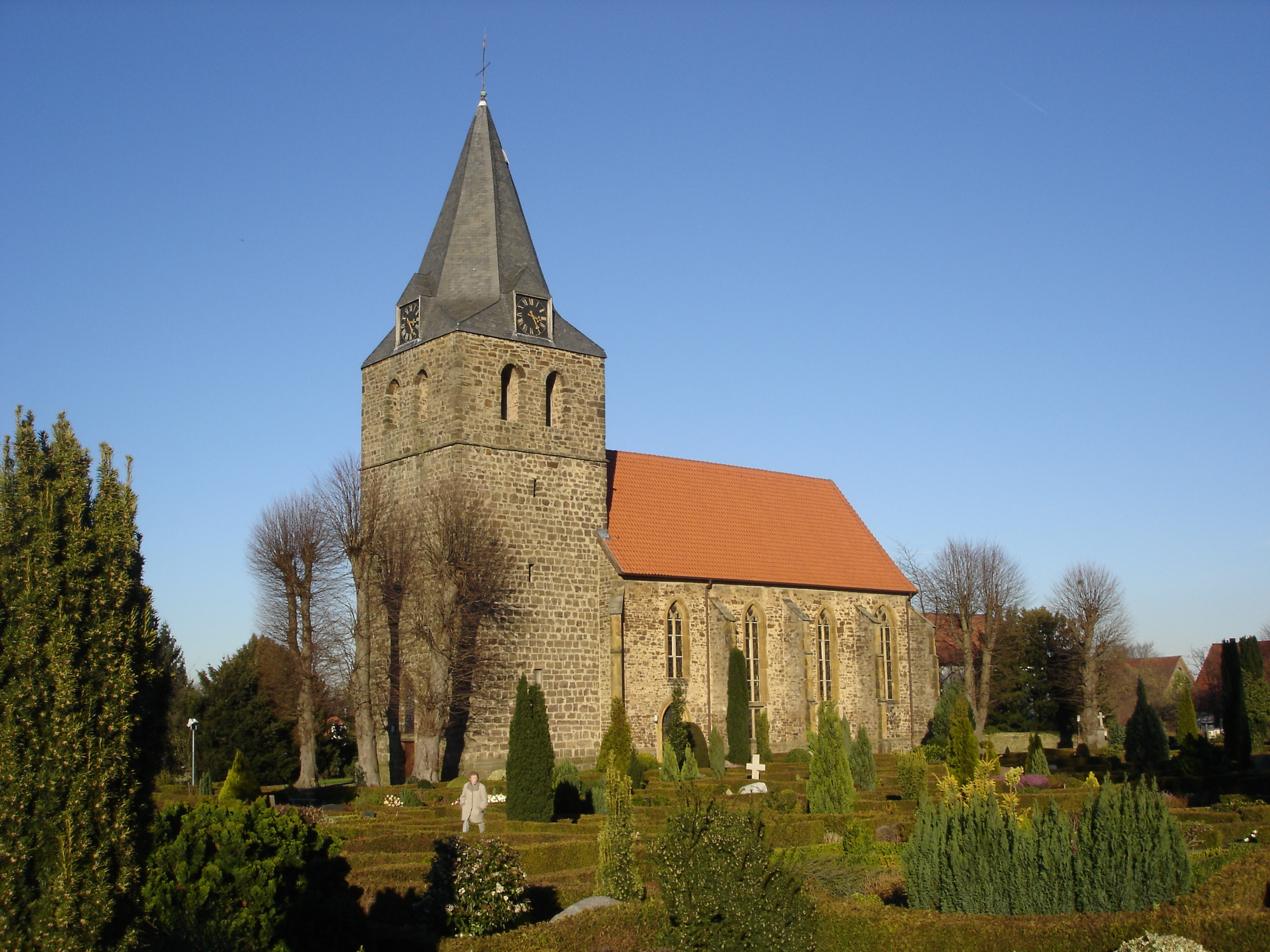
St.-Nicolaaskerk te Gehlenbeck (bouwjaar toren 12e eeuw, kerk circa 1495)
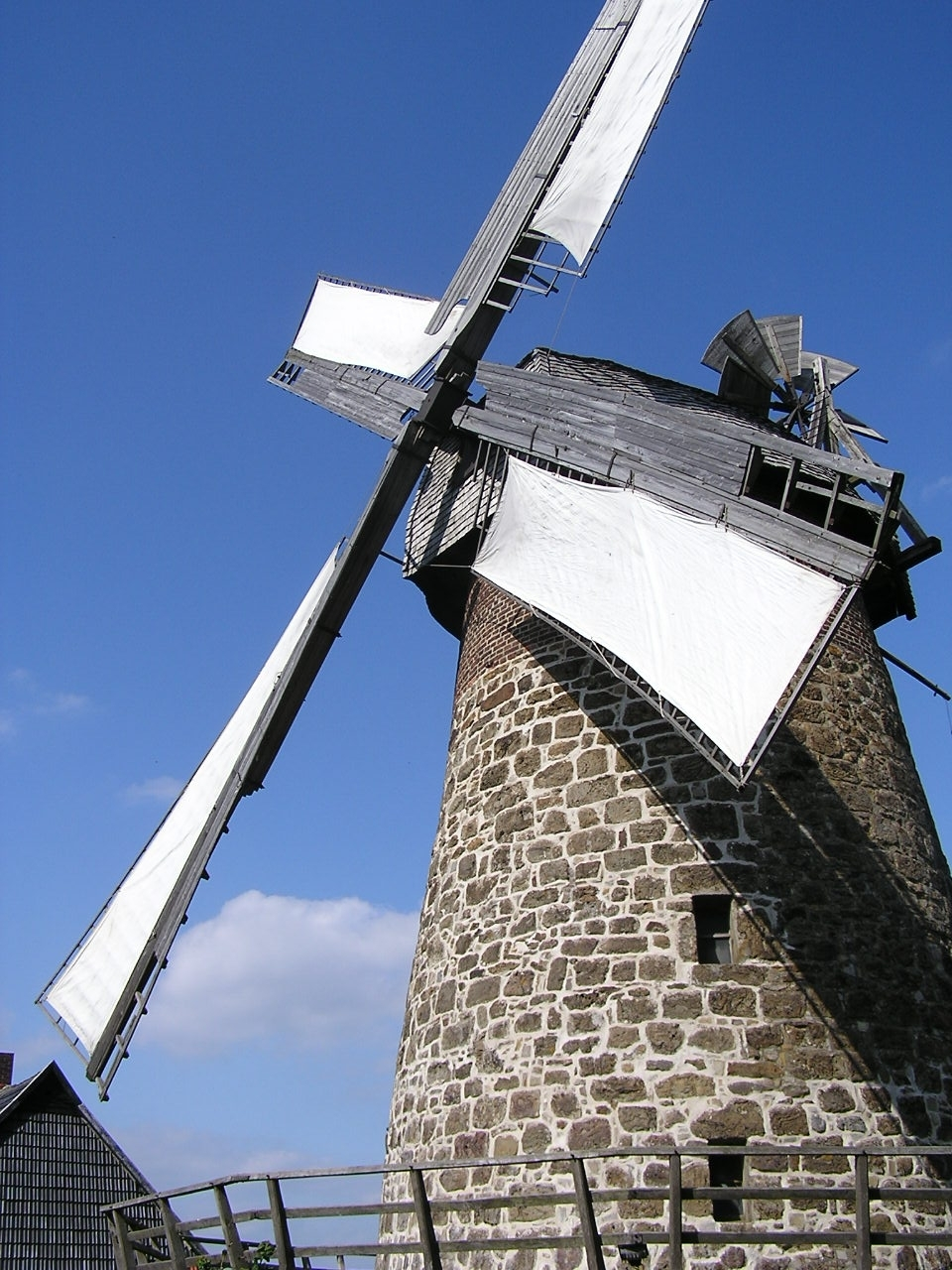
Koningsmolen te Eilhausen
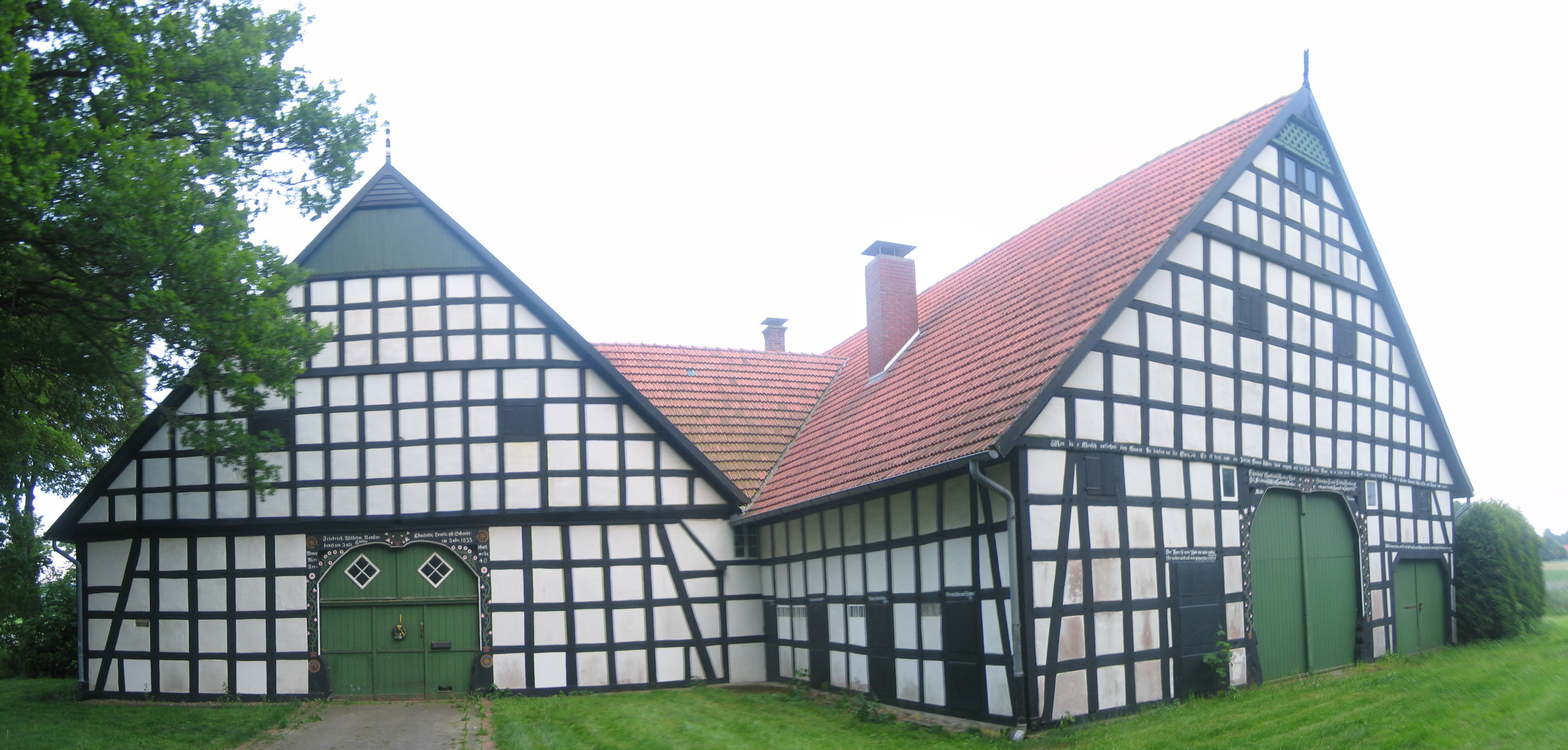
Vakwerkboerderij in Alswede (gemeentelijk monument)
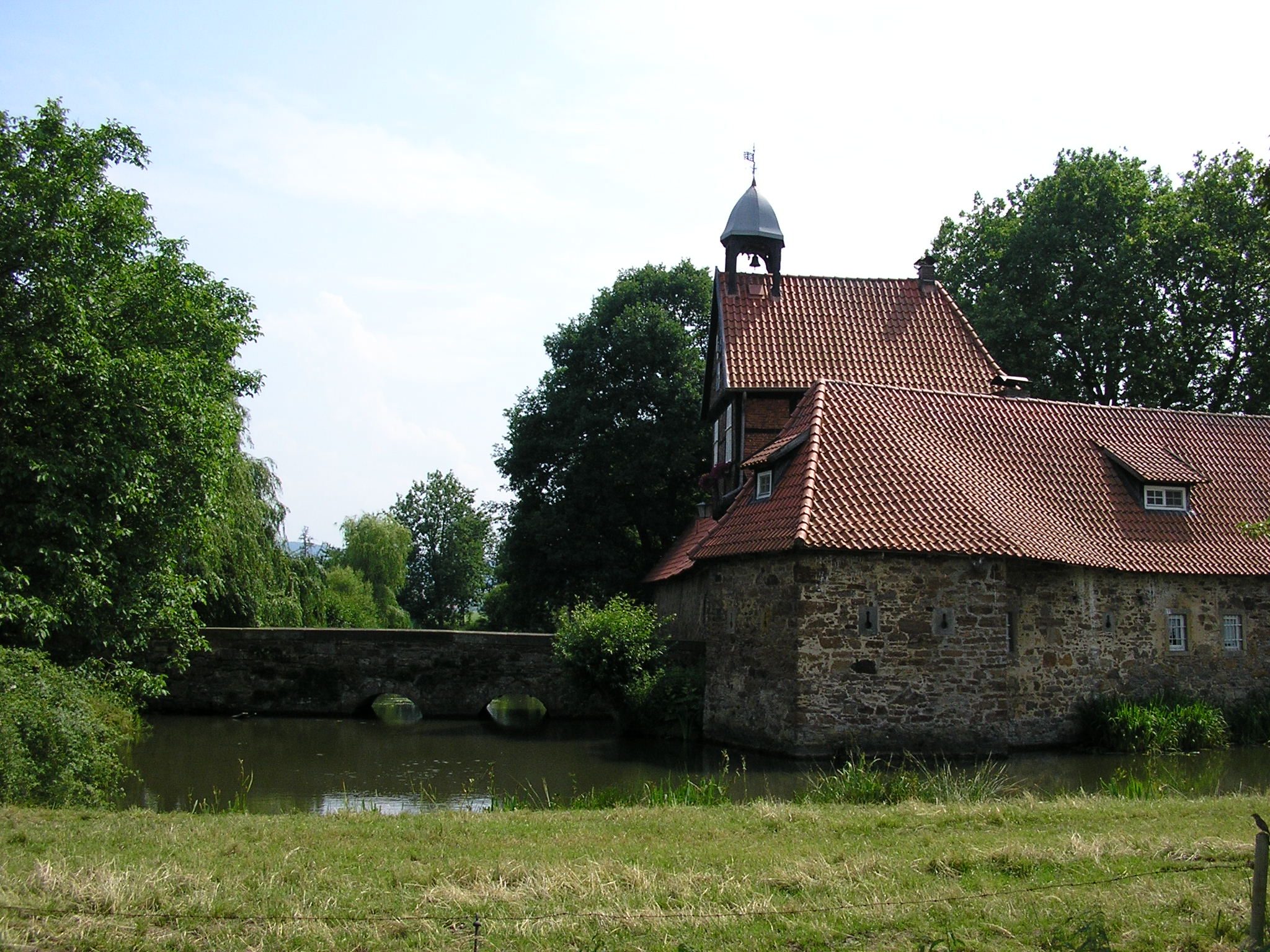
Kasteel Gut Stockhausen
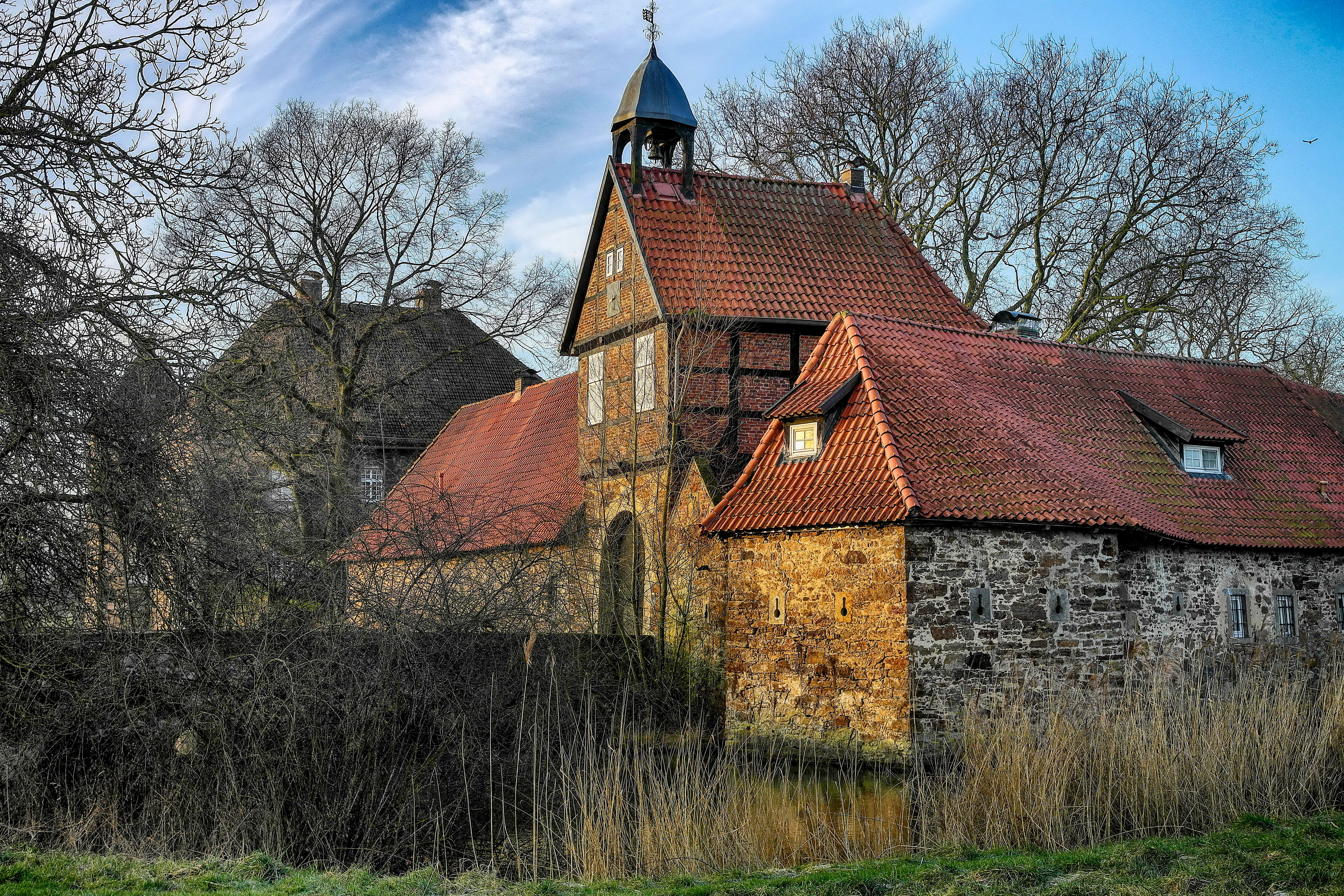
Poorthuis Gut Stockhausen (1672) met het kasteel op de achtergrond
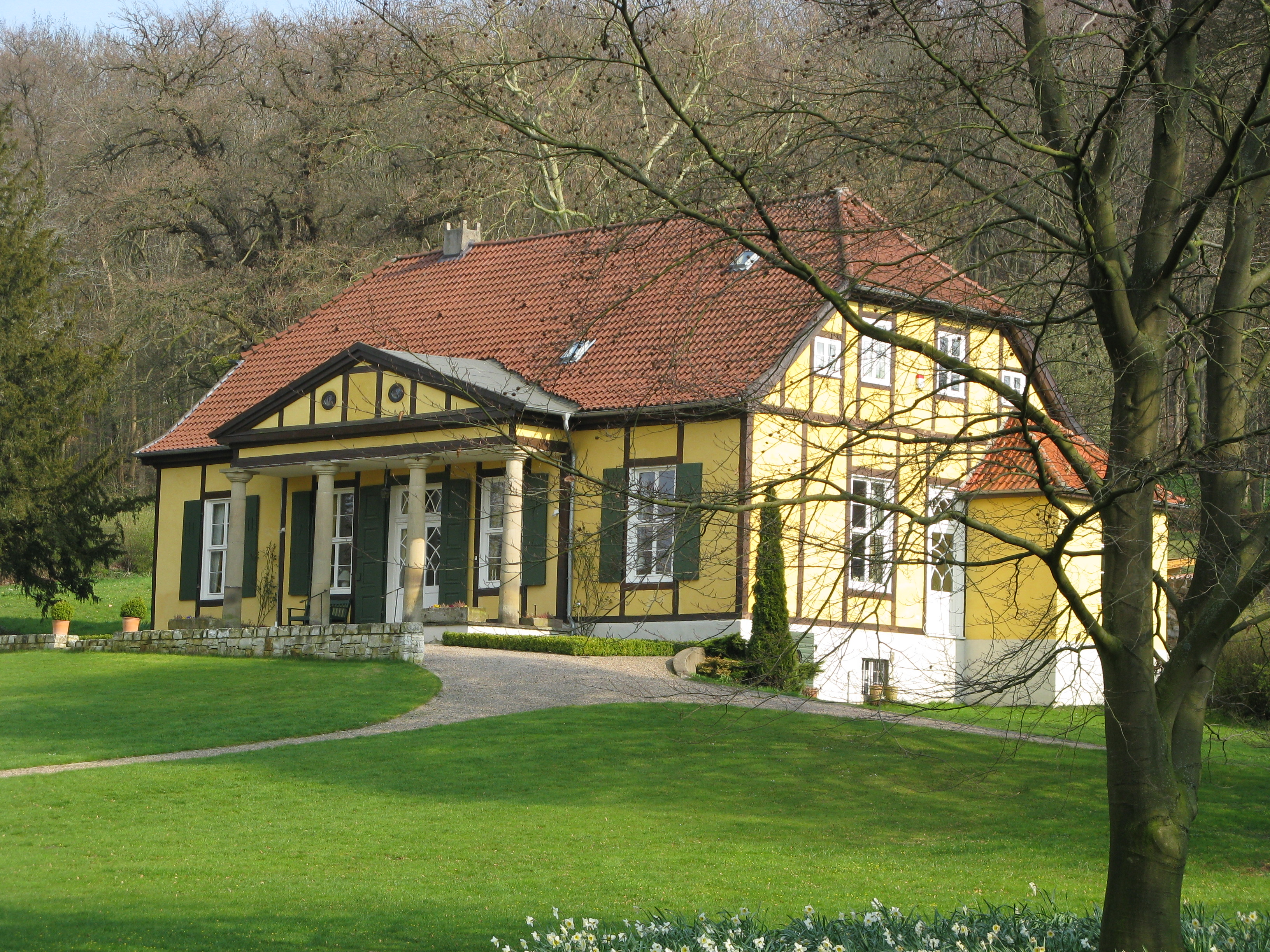
Zgn. Ministerhaus (19e-eeuws) Gut Obernfelde
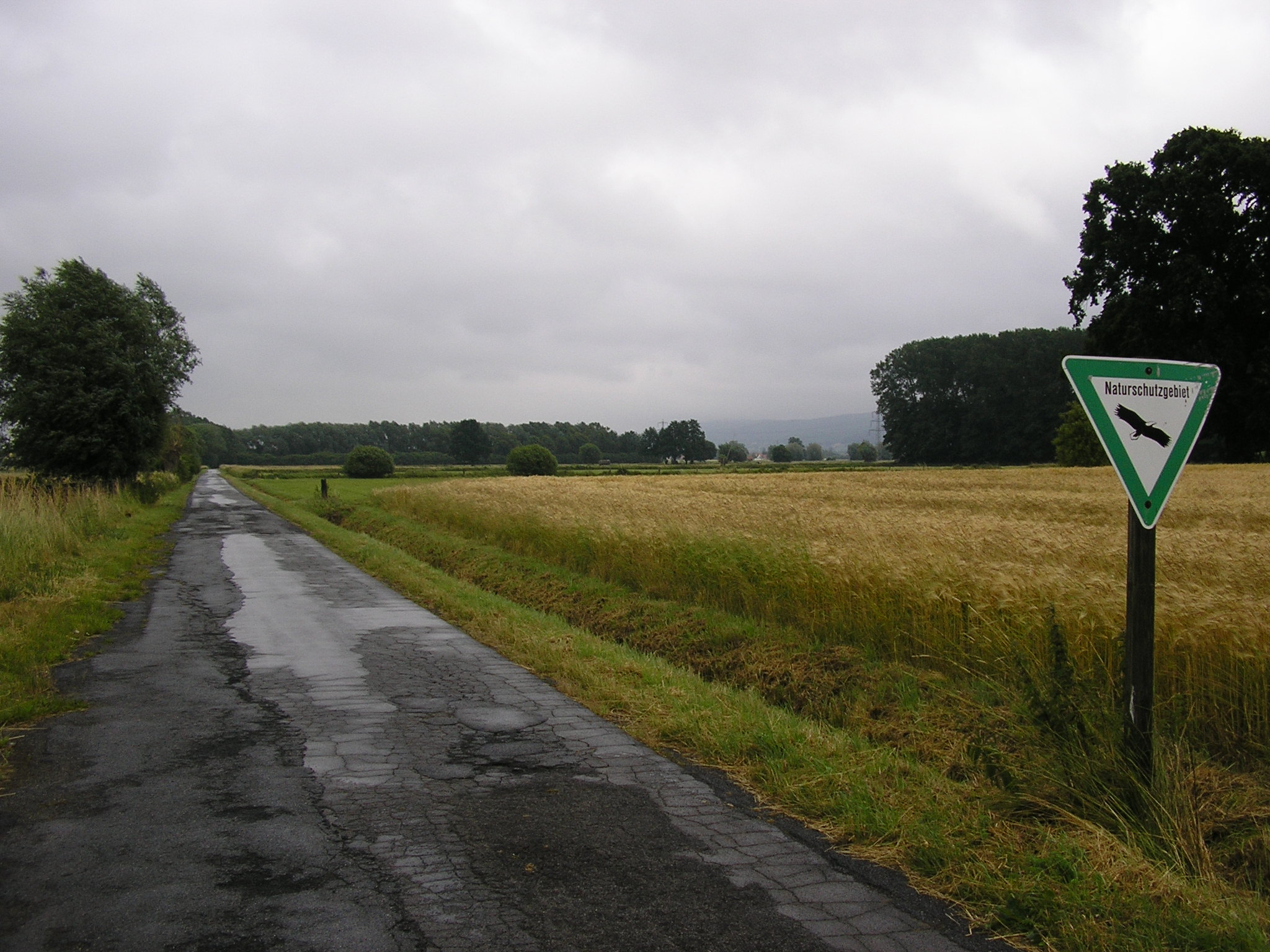
Rauhe Horst-Schäferwiesen, een natuurreservaat (wetland) ten N. van Stockhausen
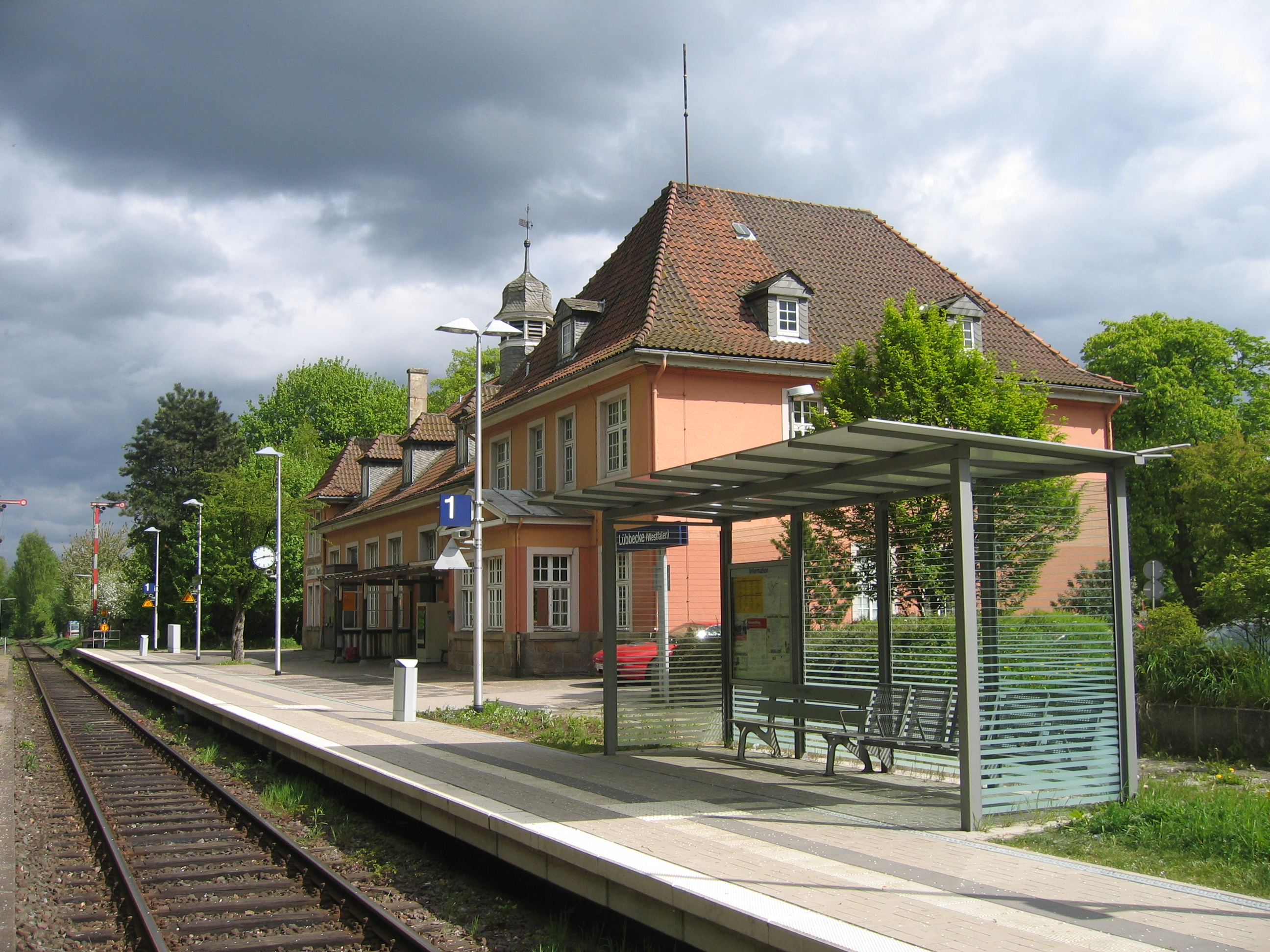
Station Lübbecke
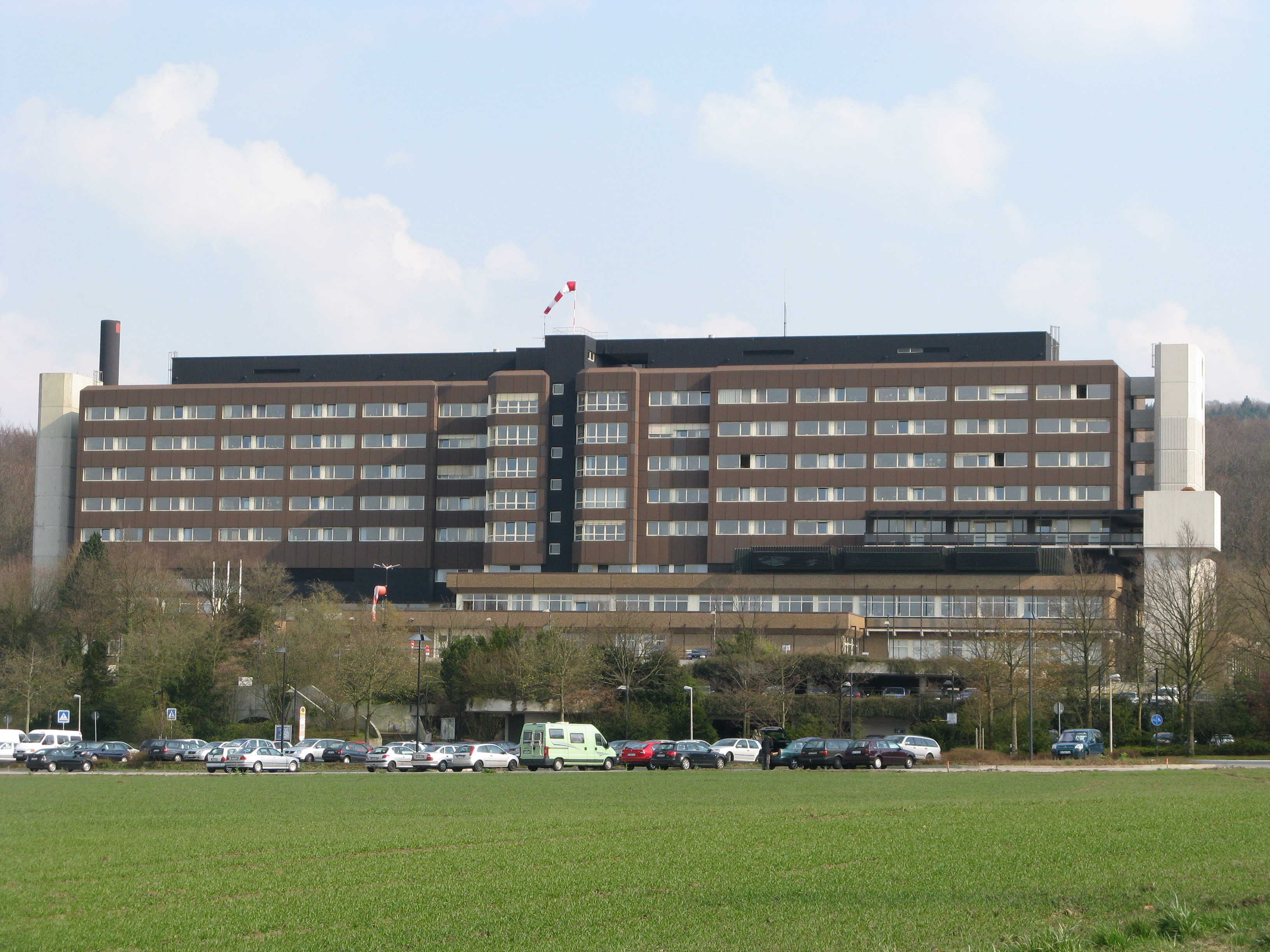
Het ziekenhuis van Lübbecke
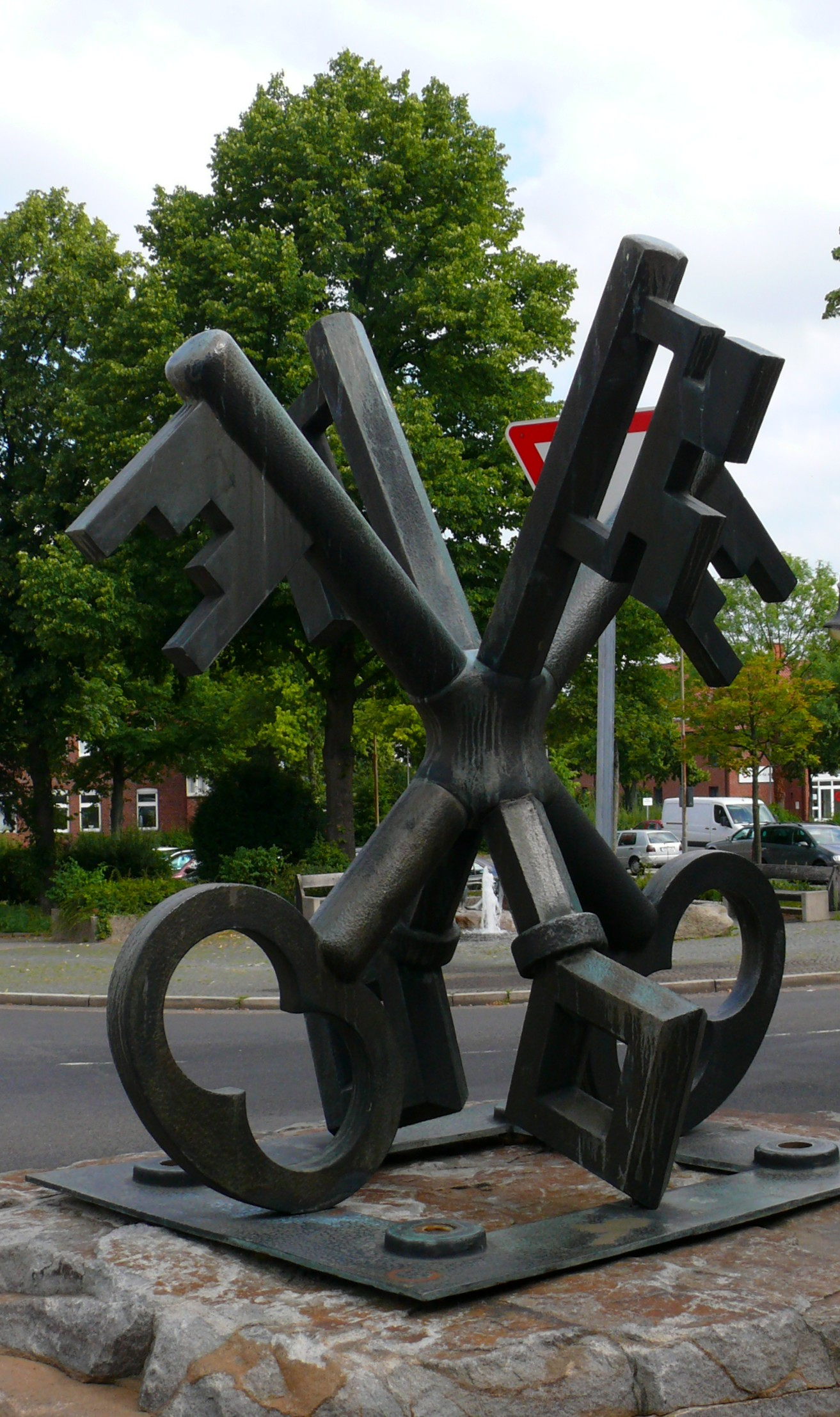
Sleutels als monument op de Ganzenmarkt, ter ere van een tot 1983 aanwezige Britse tankdivisie, die deze als een soort logo had

Bad Oeynhausen · Espelkamp · Hille · Hüllhorst · Lübbecke · Minden · Petershagen · Porta Westfalica · Preußisch Oldendorf · Rahden · Stemwede